# Tranh thủy mặc

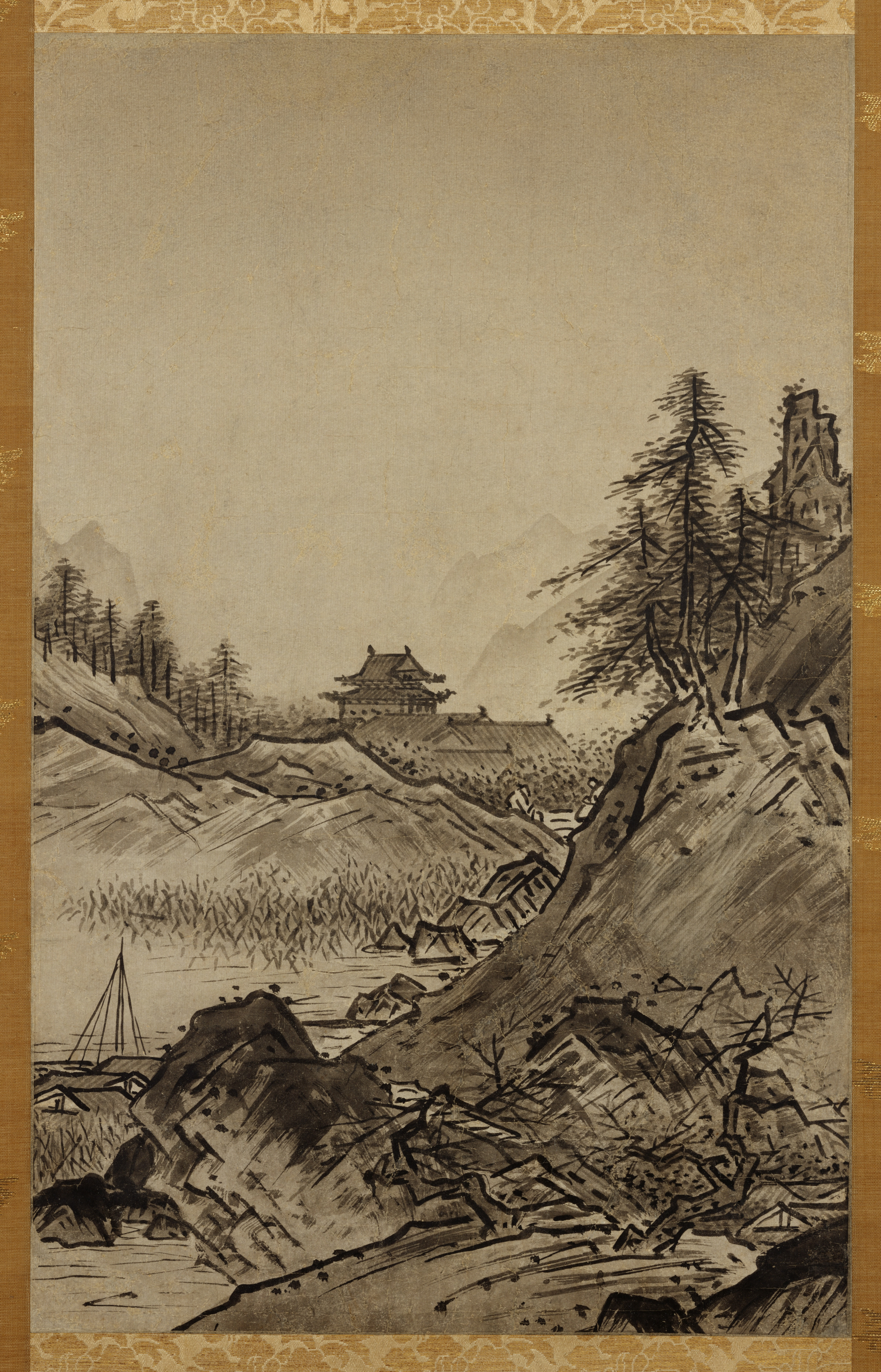
Bức Thu cảnh của Sesshū Tōyō, họa sĩ thế kỷ 15 của Nhật Bản

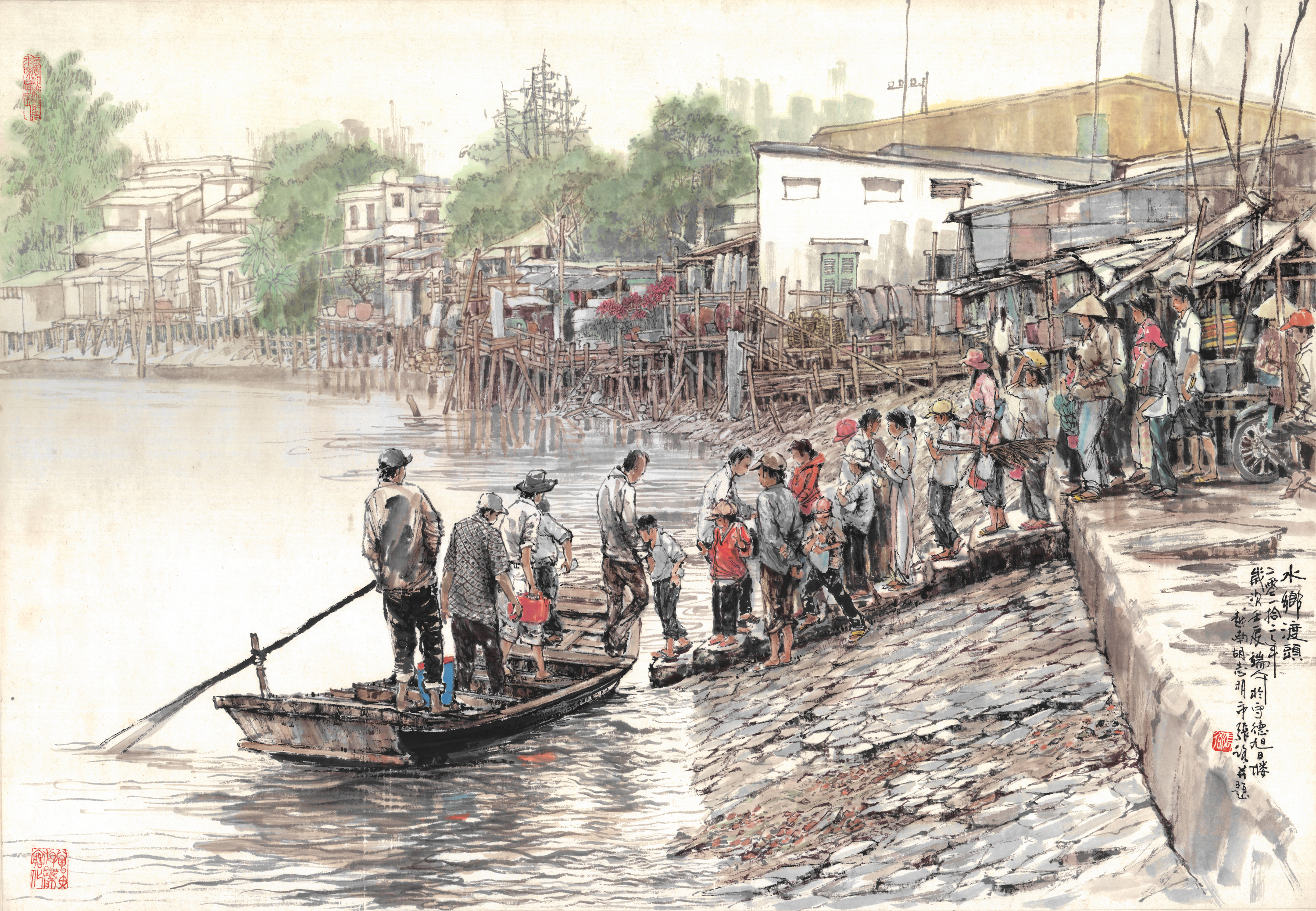
Tác phẩm Thủy Hương Độ Đầu của Trương Lộ vẽ năm 2012

Tranh thủy mặc (tiếng Trung giản thể:: 水墨画; phồn thể: 水墨畫; pinyin: shuǐmòhuà/Thủy mặc họa;   tiếng Nhật: 水墨画, suiboku-ga; tiếng Hàn: 수묵화, sumukhwa) hoặc sumi-e (Japanese: 墨絵) là một loại tranh hội họa khởi nguồn từ Trung Quốc. Theo lối chiết tự thì "Thủy" (水) là nước, còn "mặc" (墨) là mực nên nôm na thì chất liệu tranh thủy mặc chủ yếu chỉ là mực mài ra, pha với nước (mực pha nước), rồi dùng bút lông vẽ trên giấy hoặc lụa nên về sắc thái chỉ có hai màu trắng đen. Tranh thủy mặc là loại hình phát triển cùng với nghệ thuật thư pháp Trung Hoa. Loại hình này bắt đầu xuất hiện vào thời nhà Đường (618-907) và tạo nên sự ấn tượng, khác biệt so với các loại hình nghệ thuật vẽ trước đó. Những đặc điểm mới của tranh thủy mặc so với các loại hình nghệ thuât trước đó là chú trọng vào sắc đen hơn là pha trộn các màu sắc với nhau, tập trung mạnh vào nét vẽ và bản chất, tinh thần của vật thể, cảnh vật hơn là mô tả trực tiếp, bắt chước. Tranh thủy mặc phát triển mạnh mẽ tới đỉnh cao dưới triều nhà Tống (960-1279) tại Trung Quốc và được truyền sang Nhật Bản bởi các thiền sư thuộc Thiền Tông vào thế kỷ thứ 14.
Về sau, tranh thủy mặc có thể kết hợp giữa mực và màu nước, dầu và có thể có thêm ít màu sắc.

## Lịch sử
Vẽ tranh cọ là một trong bốn loại nghệ thuật (Cầm-Kì-Thi-Họa) mà các Nho sĩ, trí thức Trung Quốc thời phong kiến mong muốn đạt được. Tranh thủy mặc xuất hiện vào triều đại nhà Đường (618–907) với các nhà thi họa nổi tiếng đại biểu cho thời kỳ đầu như Vương Duy, Trương Tảo và một số họa sĩ khác. Đến thời nhà Minh, Đổng Cơ Xương phân loại tranh thủy mặc thành 2 trường phái khác nhau: Bắc Tông họa phái (zh:北宗画) với các nét vẽ rõ ràng, tráng lệ hơn; Nam Tông họa phái (zh: 南宗画) với các nét vẽ tự do, phóng khoáng, biểu cảm hơn.

## Triết học
Văn học Đông Á về mỹ thuật nhìn chung đều cho rằng, mục tiêu của tranh thủy mặc không chỉ đơn giản là minh họa, tái hiện lại vẻ bên ngoài của chủ thể mà mục đích chính là nắm bắt được cốt yếu tinh thần của chủ thể ở trong đó. Ví dụ, để vẽ một con ngựa, người ta phải hiểu tính khí của nó hơn cơ bắp, xương bên ngoài. Hay để vẽ một bông hoa, không nhất thiết phải kết hợp một cách hoàn hảo giữa các cánh hoa và màu sắc, điều cần thiết nhất là phải truyền tải được sự sống động và hương thơm của hoa. Vì tính chất này, nên sau này người ta so sánh những điểm tương đồng của tranh thủy mặc  với trường phái Ấn Tượng của phương Tây. Tranh thủy mặc cũng có những tính chất tương đồng và gắn liền với Thiền Tông- vốn nhấn mạnh tính đơn sơ, tự nhiên và tự thể hiện hay tư tưởng của Đạo Giáo như:" tính tự nhiên và hài hòa với thiên nhiên". Đặc biệt là khi so sánh với Nho Giáo vốn chú trọng đến đời sống thế tục, ít thiên về tinh thần.

## Phong cách

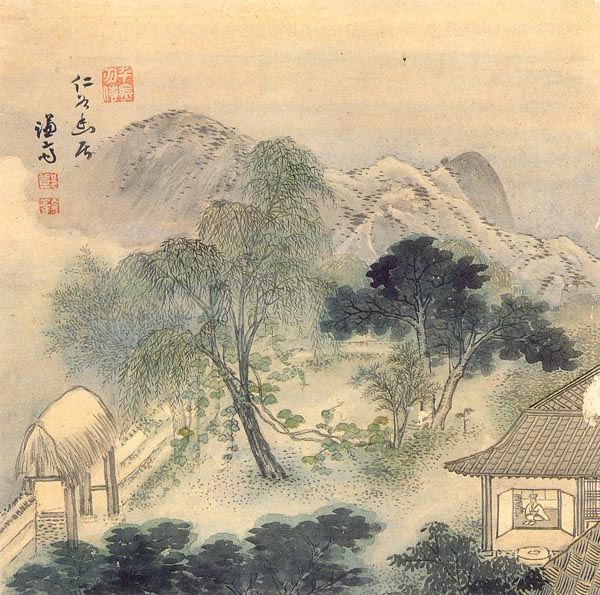
Tranh mực và màu nước của Jeong Seon, 1742

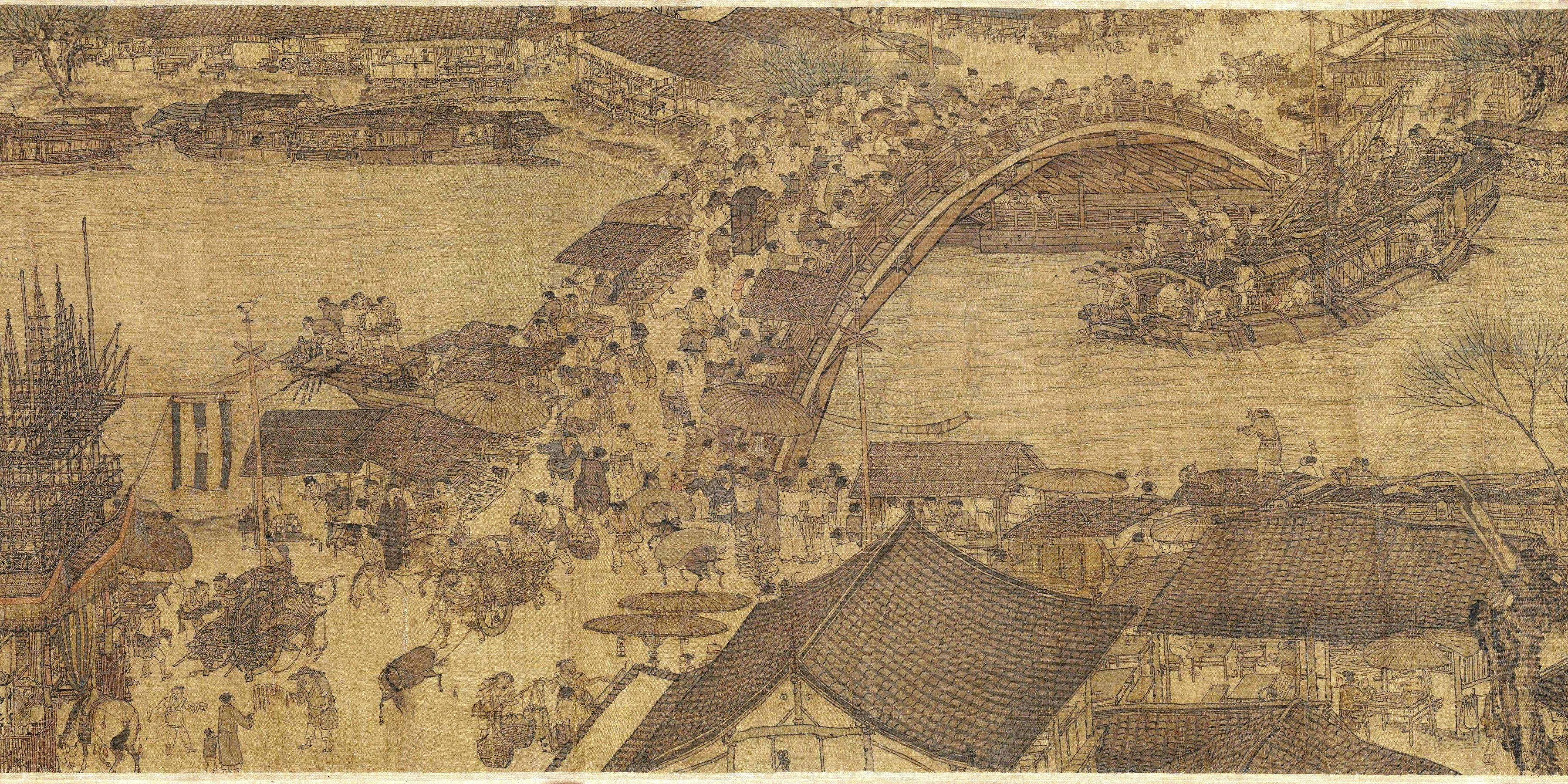
Một phầm của bức tranh mực và màu trên lụa Thanh minh thượng hà đồ của họa sĩ Trương Trạch Đoan, 1085-1145

Tranh mực của Lương Giai (梁楷), thế kỷ 13

Tranh tuy là vẽ cảnh vật nhưng thường diễn tả tâm trạng trầm lắng, có khi buồn bã, ưu tư về cảnh đời. Chủ ý của bức tranh là bắt được cái thần khí, như vẽ bông hoa thì vẽ sao để họa được cái vẻ tươi tắn, mềm mại; vẽ đá thì gân guốc, rắn rỏi; vẽ núi non thì phải lột tả được cái hùng vĩ thâm nghiêm của núi rừng. Trên tranh thủy mặc thường đề thơ hoặc những câu danh ngôn nên có thể xem là sự kết hợp thi họa.
Thường thì tranh vẽ không có mục đích vẽ chân thực. Cảnh vật, nhất là phong cảnh thường là ước lệ, tầm nhìn là từ xa nhìn toàn cảnh, giữ lấy những điểm chính còn tiểu tiết thì bỏ trống. Nét bút chỗ đậm chỗ lợt, chỗ sáng chỗ tối, chỗ nhấn mạnh, chỗ nhẹ tay bổ sung cho trọng tâm của bức vẽ. Họa sĩ tài tình trong một nét bút có thể có đủ quang phổ đen, xám, bạc, trắng, dùng toàn phần từ đỉnh ngọn đến thân chòm bút, để làm nét to nhỏ, rậm thưa. Toàn bức tranh phải thể hiện được sự hài hòa âm dương. Tranh thủy mặc dùng hình ảnh để diễn ý. Nội dung bức tranh ẩn chứa một ý nghĩa nhân sinh hay triết học nào đó.
Cái khó trong tranh thủy mặc, khác tranh sơn dầu là mỗi nét vẽ sau khi hạ bút lên giấy thì coi là xong vì không thể xóa hoặc giậm bỏ được.

## Những danh họa

### Trung Quốc
- Vương Duy
- Nam Tông Họa
- Tứ gia nhà Nguyên
- Tứ gia nhà Minh
- Tứ Vương
- Bát Đại Sơn Nhân
- Ông Chiêm Thu
- Tô Đông Pha
- Tề Bạch Thạch
- Ngô Tác Nhân
- Từ Bi Hồng
- Trương Đại Thiên
- Triệu Mạnh Phủ
- Tống Huy Tông Triệu Cát
- Vương Hy Mạnh
- Từ Vị

### Việt Nam
- Trương Lộ
- Trương Hán Minh
- Trương Gia Tuấn
- Bùi Hải
- Trần Vũ

### Hàn Quốc/Triều Tiên
- An Gyeon
- Byeon Sang-byeok
- Gang Hui-an
- Nam Gye-u
- Kim Hong-do
- Shin Yun-bok
- Owon
- Jeong Seon

### Nhật Bản
- Josetsu
- Sesshū Tōyō
- Tenshō Shūbun
- Ike no Taiga